# Penelopegate

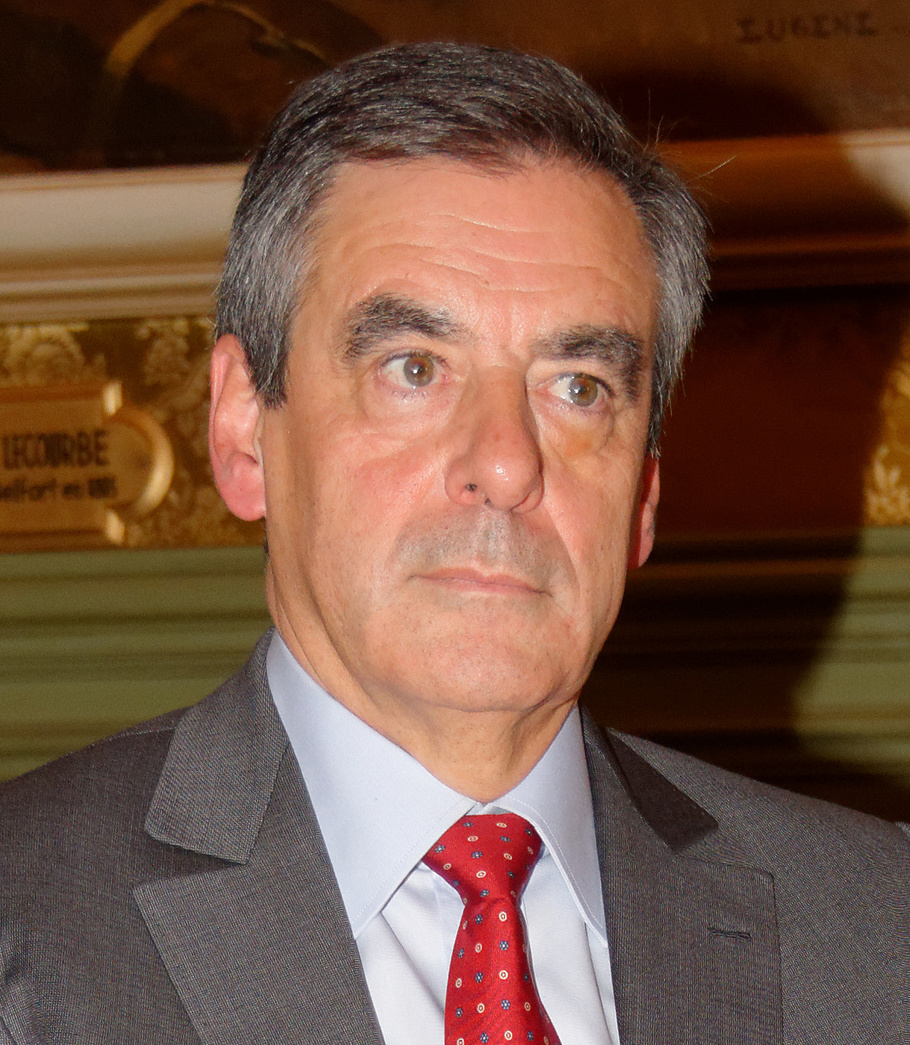
François Fillon 2016-ban

A Penelopegate avagy a Fillon-ügy (ejtsd: fijjon) politikai botrány volt 2017-ben Franciaországban, amely arra a gyanúra épült, hogy François Fillon, a republikánusok jelöltje a 2017-es franciaországi elnökválasztáson, fiktív állások révén közpénzt fizettetett ki családtagjainak.
Az ügy az elnökválasztási kampány közepette bukott ki, miután a jobboldali politikus 2016 novemberében megnyerte a pártja elnökjelölti előválasztását, és úgy tűnt, nagyon jó esélyei vannak a köztársasági elnöki poszt elnyerésére az országos választáson is.  
Az ügyet A Leláncolt Kacsa (franciául Le Canard enchaîné) című szatirikus hetilap robbantotta ki. A lap 2017. január 25-iki számában azt állította, hogy  Penelope Fillon, François Fillon felesége 500 ezer eurót kapott mint a férje, illetve helyettese, Marc Joulaud parlamenti asszisztense 1998 és 2007 között, illetve 2012-ben. Azt is állították, hogy még százezer eurót kapott mint a Revue des deux Mondes című kulturális havi folyóirat irodalmi tanácsadója. A hetilap arra a következtetésre jutott, hogy mivel nem találták nyomát munkavégzésnek, az állások fiktívek lehettek. Ugyanezen a napon a pénzügyi főügyész sikkasztás és közpénz hűtlen kezelése gyanújával előzetes vizsgálatot indított. 
Február 1-jén újabb cikk jelent meg a hetilapban, amelyben már azt állították, hogy a teljes összeg, amelyet Penelope Fillon parlamenti asszisztensként keresett – beleértve az 1988 és 1990 közötti éveket és 2013-at is –, €813 440-ra rúgott. Egyúttal a lap azt a gyanút is feltárta, hogy a házaspár gyermekei – Charles és Marie Fillon – szintén kaptak 84 ezer eurót 2005 és 2007 között mint apjuk asszisztense, aki akkor a szenátus tagja volt.
Február 17-én Fillon bejelentette, hogy nem mond le az elnökjelöltségről, bár korábban kijelentette, hogy ezt fogja tenni, ha hivatalosan is vizsgálatot indítanak ellene. Március 14-én hűtlen kezelés, sikkasztás és az átláthatósági követelményeknek való meg nem felelés gyanújával hivatalos vizsgálat indult ellene. A vizsgálatot később kiterjesztették minősített csalás, hamisítás és befolyással való visszaélés gyanújára is, miután felmerült a gyanú, hogy a vizsgálatba vont dokumentumokat meghamisították annak érdekében, hogy azt mutassák, Penelope Fillon végzett érdemi munkát.
Az addig népszerű elnökjelölt támogatottsága a botrány hatására visszaesett. Kampánycsapatából is többen kérték, hogy lépjen vissza például az előválasztáson második Alain Juppé javára, de ő nem tágított.
Az április 23-án tartott elnökválasztáson az előzetes eredmények szerint Fillon a szavazatok 19,9 százalékát szerezte és ezzel a harmadik helyen végezve a 21,4%-ot gyűjtő szélsőjobboldali jelölt, Marine Le Pen mögött, így nem jutott a második fordulóba. Még a választás éjszakáján az első helyen végzett centrista Emmanuel Macron támogatására szólította fel szavazóit, és másnap lemondott párttisztségeiről.
François Fillon a hivatalban lévő, de a választáson nem induló államfőt, a szocialista François Hollande-ot vádolta meg, hogy ő szivárogtatta ki az újságnak a gyanúsítás alapját képező információkat. „Állami botránynak” nevezte az ügyet. Szerinte egy az államfői hivatalban működő „házi” titkosszolgálat lehallgatta a telefonját.

## Fordítás
Ez a szócikk részben vagy egészben  a   Fillon affair című angol Wikipédia-szócikk ezen változatának fordításán alapul.  Az eredeti cikk szerkesztőit annak laptörténete sorolja fel. Ez a jelzés csupán a megfogalmazás eredetét és a szerzői jogokat jelzi, nem szolgál a cikkben szereplő információk forrásmegjelöléseként.